# Nectria tuberculariformis
Nectria tuberculariformis är en svampart som först beskrevs av Rehm ex Sacc., och fick sitt nu gällande namn av Georg Winter 1884. Nectria tuberculariformis ingår i släktet Nectria och familjen Nectriaceae.  Arten är reproducerande i Sverige. Inga underarter finns listade i Catalogue of Life.